# 戴冕 (弘治進士)
戴冕（1461年—？），字從周，順天府宛平縣匠籍，直隸嘉定縣人，明朝政治人物。

## 生平
弘治五年（1492年）壬子科順天鄉試第三十名舉人。弘治九年（1496年）中式丙辰科會試第一百八十六名，三甲第一百七十八名進士。

## 家族
曾祖戴垂裕；祖父戴通，贈戶部主事；父戴玉，戶部員外郎。母鮑氏（封安人）。永感下。